# Jakow Andriuszyn
Jakow Iwanowicz Andriuszyn (ros. Яков Иванович Андрюшин, ur. 4 kwietnia?/17 kwietnia 1906 w Stawropolu, zm. 8 grudnia 1952 w Armawirze) – radziecki lotnik wojskowy, kapitan, Bohater Związku Radzieckiego (1943).

## Życiorys
Dzieciństwo spędził w Armawirze i Tbilisi, w 1931 ukończył fakultet robotniczy (rabfak) przy Krasnodarskim Instytucie Pedagogicznym, następnie uczył się w szkole pilotów w Ługańsku, a od 1933 służył w 70 Brygadzie Lotniczej w Witebsku. We wrześniu 1939 brał udział w agresji ZSRR na Polskę, a 1939–1940 w wojnie z Finlandią; w składzie 43 pułku bombowców wykonał wówczas 24 loty bojowe. Od czerwca 1941 uczestniczył w wojnie z Niemcami, początkowo jako zastępca dowódcy i dowódca eskadry w 128 pułku lotnictwa bombowego, walczył na Froncie Północno-Zachodnim i Kalinińskim, do marca 1943 wykonał 149 lotów bojowych, niszcząc bombardowaniami wiele samochodów, czołgów, wagonów kolejowych, torów kolejowych, magazynów zapasów i amunicji, stanowisk bojowych, samolotów wroga na ziemi i zabijając wielu niemieckich żołnierzy i oficerów. Później walczył na Froncie Briańskim, 1 Białoruskim i 1 Ukraińskim, do lata 1944 wykonując 251 lotów bojowych, w czerwcu 1944 został dowódcą 35 bombowego pułku lotniczego w stopniu kapitana. 13 lipca 1944 został zestrzelony przez artylerię, a po katapultowaniu się wzięty do niewoli przez węgierskich żołnierzy; po wyleczeniu ran przebywał w niewoli w obozie pod Budapesztem, później w Austrii i Niemczech, skąd 28 kwietnia 1945 został uwolniony, później został poddany weryfikacji przez NKWD. W 1946 został zwolniony ze służby z powodu stanu zdrowia.

## Odznaczenia
- Złota Gwiazda Bohatera Związku Radzieckiego (24 sierpnia 1943)
- Order Lenina (24 sierpnia 1943)
- Order Czerwonego Sztandaru (dwukrotnie - 13 czerwca 1942 i 4 września 1942)
- Order Czerwonej Gwiazdy (26 lipca 1941)

I medale.